# Tecate (øl)
Tecate er et mexicansk ølmærke af typen lagerøl, som er blevet produceret af Cervecería Cuauhtémoc Moctezuma siden 1954. Tecate var det første ølmærke i Mexico som blev produceret i bokse. I dag bliver Tecate produceret både i bokse og flasker af varierende størrelser. Øllet findes både i normal- og lightudgave. Tecate Light er en lavkaloriøl.